# Englesqueville-en-Auge
Englesqueville-en-Auge ist eine französische Gemeinde mit 113 Einwohnern (Stand: 1. Januar 2022) im Département Calvados in der Region Normandie. Sie gehört zum Arrondissement Lisieux und zum Kanton Pont-l’Évêque. 
Sie grenzt im Norden und im Osten an Saint-Gatien-des-Bois, im Süden an Canapville und im Westen an Bonneville-sur-Touques.

## Bevölkerungsentwicklung
| Jahr      | 1962 | 1968 | 1975 | 1982 | 1990 | 1999 | 2008 | 2015 |
| --------- | ---- | ---- | ---- | ---- | ---- | ---- | ---- | ---- |
| Einwohner | 89   | 65   | 74   | 82   | 102  | 109  | 109  | 116  |

## Sehenswürdigkeiten

Kirche Saint-Taurin

- Kirche Saint-Taurin
- Kriegerdenkmal